# Caseopsis
Caseopsis es un género extinto de sinápsido pelicosaurio de gran tamaño, con alrededor de tres metros de largo. Vivió durante el periodo Pérmico Inferior (Kunguriense). Al igual que Caseopsis tenía una hechura esbelta y era ágil para escapar de los depredadores.